# Cái Lỗ vương
Cái Lỗ Vương (?-475, 455-475) là vị quốc vương thứ 21 của Bách Tế, một trong Tam Quốc Triều Tiên. Ông là con trai cả của vị quốc vương thứ 20 là Bì Hữu Vương. Ông mất trong trận chiến tại kinh đô Bách Tế khu vực Seoul ngày nay và để mất khu vực này vào tay vương quốc Cao Câu Ly ở phía bắc.

## Trị vì
Ông đã cố gắng tăng cường quyền lực của hoàng gia đối với tầng lớp quý tộc, bằng việc;ựa chọn các quan chức xuất thân từ gia tộc Dư (Yeo) của mình, trước các gia tộc Giải (Hae) và Chân (Jin) đầy quyền lực.
Năm 469, ông ra lệnh một cuộc tấn công bất ngờ và thành Thanh Mộc Lĩnh (청목령, 靑木嶺 Cheongmongnyeon; gần Kaesong ngày nay) để lấy lại vùng đất đã bị mất cho Cao Câu Ly. Năm 472, ông cử một đoàn sứ thần triều cống sang Bắc Ngụy và thỉnh cầu hỗ trợ chống lại các cuộc tấn công của Cao Câu Ly. Tuy nhiên, triều đình Bắc Ngụy đã từ chối yêu cầu này, do họ đang cố tránh chiến tranh với một nước Cao Câu Ly có lực lượng quân sự hùng mạnh, và cũng để chiến đấu chống các triều đại Nam triều.
Đầu thập niên 470, theo Tam quốc sử ký (Samguk Sagi), Trường Thọ Vương của Cao Câu Ly đã cử đến một sư tăng Phật giáo tên là Đạo Lâm (Dorim), thực chất là một gian tế của Cao Câu Ly. Đạo Lâm tận dụng sự đam mê của Cái Lâu với trò chơi cờ vây để lấy lòng ông, và thuyết phục nhà vua sao lãng việc phòng thủ của vương quốc để xây các công trình.

## Kinh đô thất thủ
Năm 475, Trường Thọ Vương tấn công Bách Tế với 30.000 lính và tràn qua tuyến phòng thủ của Bách Tế trong vòng 7 ngày, chiếm giữ thung lũng sông Hán bao gồm cả kinh đô. Cái Lỗ được đưa đến thành A Thả Sơn (Achasan) và bị giết bởi hai người đán ông đã đào thoát từ Bách Tế sang Cao Câu Ly. Tân La, đồng minh của Bách Tế đã cử đến 10.000 lính, song đã đến quá trễ.
Ông là người trị vì cuối cùng của Bách Tế từ vùng đất lõi lịch sử tại thung lũng sông Hán. Sau khi ông chết, Giải Cừu (Hae Gu), thuộc gia tộc Giải (Hae), đã lãnh đạo một cuộc khởi nghĩa đẫm máu.